# Cabaña Elderly
Cabaña Elderly es el cuarto álbum de estudio del grupo argentino Mancha de Rolando, publicado en 1998 contando con la producción de Miguel Roldán, exintegrante de la banda V8.

## Contenido
El álbum contiene 10 canciones inéditas, un cover de Joan Manuel Serrat llamado «Vagabundear» (reeditado en 2006), y tres canciones del álbum La ley del gomero sin editar llamadas «Chuchu», «Ritmo y blues con armónica» y «Aids» (esas tres canciones fueron excluidas de la compilación de los dos primeros álbumes en el 2004).
La canción «Viviendo allá» fue reeditada en el álbum Viaje bajo el nombre de «Viviendo allá II».

## Lista de canciones
| Cabaña Elderly |                                                   |                                   |          |  |
| N.º            | Título                                            | Escritor(es)                      | Duración |  |
| 1.             | «Vendedores de fama»                              | Quieto · Amadeo · Báez · Barreiro | 4:20     |  |
| 2.             | «Viviendo allá»                                   | Manuel Quieto · Franchie Barreiro | 4:13     |  |
| 3.             | «San Ernesto»                                     | Manuel Quieto                     | 3:35     |  |
| 4.             | «Vagabundear»                                     | Joan Manuel Serrat                | 4:00     |  |
| 5.             | «Chuchu» (del álbum anterior)                     | Quieto · Amadeo · Báez · Barreiro | 4:12     |  |
| 6.             | «Tarde»                                           | Manuel Quieto · Franchie Barreiro | 4:49     |  |
| 7.             | «Capitán Moscato»                                 | Manuel Quieto                     | 1:29     |  |
| 8.             | «Ritmo y blues con armónica» (del álbum anterior) | Quieto · Amadeo · Báez · Barreiro | 4:32     |  |
| 9.             | «Cerca del cielo»                                 | Manuel Quieto                     | 6:10     |  |
| 10.            | «El domador y las jaulas»                         | Manuel Quieto                     | 3:41     |  |
| 11.            | «El hambriento»                                   | Manuel Quieto                     | 4:42     |  |
| 12.            | «Viajero Jam»                                     | Manuel Quieto                     | 5:36     |  |
| 13.            | «Aids» (del álbum anterior)                       | Quieto · Amadeo · Báez · Barreiro | 3:38     |  |
| 14.            | «Fanqui»                                          | Manuel Quieto · Franchie Barreiro | 4:31     |  |

## Músicos
- Manuel Quieto — voz y guitarra.
- Juan Sebastián Amadeo — voz.
- Diego Sarrias — batería.
- Carlos Esteban Báez — bajo.
- Sebastián Cavalletti — batería.
- Franchie Barreiro — guitarra.